# Kolej Territet - Mont-Fleuri

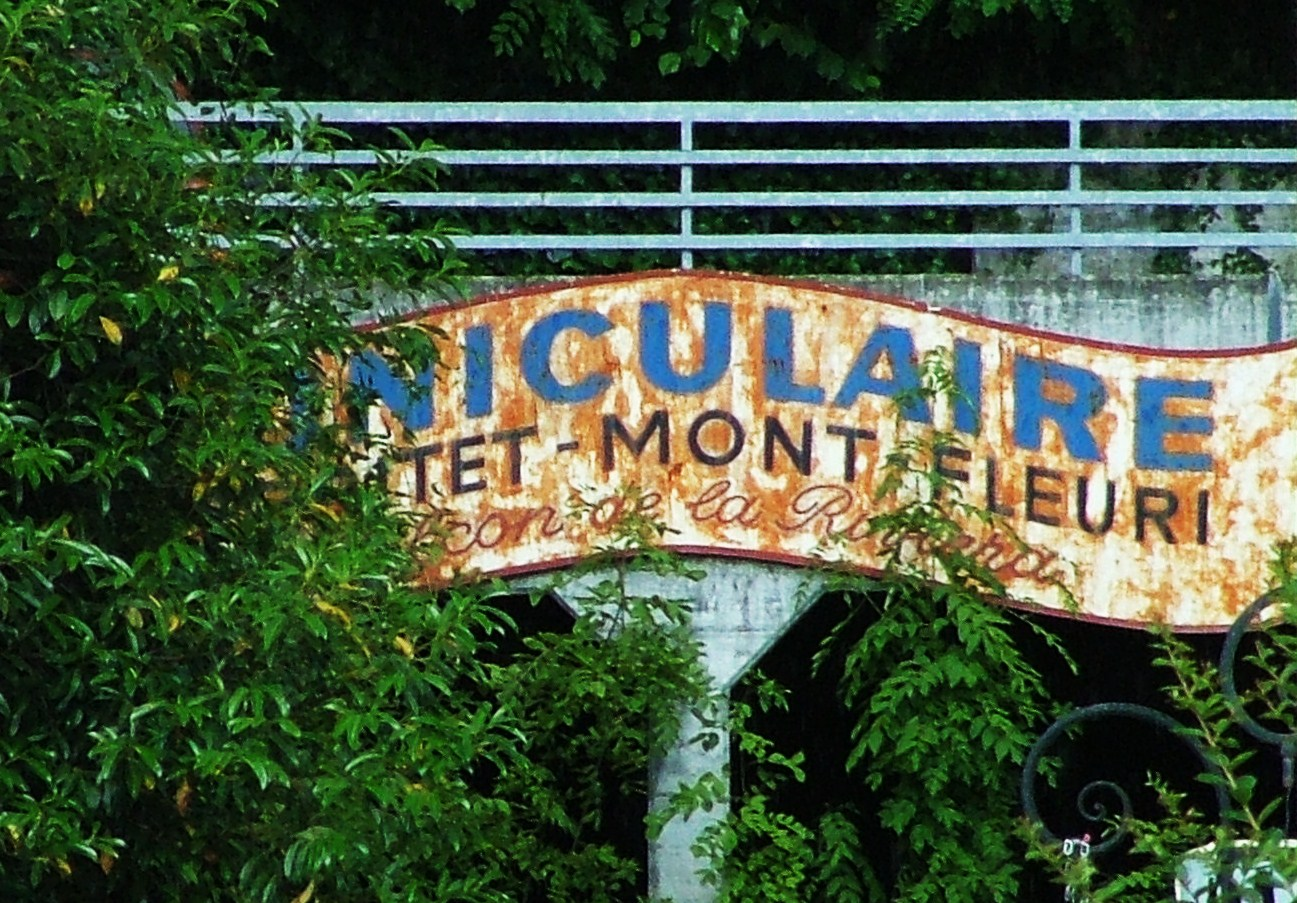
Stacja dolna w 2006

Kolej Territet - Mont-Fleuri (Funiculaire Territet – Mont-Fleuri, TMF) - nieczynna kolej linowo-terenowa zlokalizowana w Territet - części miasta Montreux w Szwajcarii, na stoku jeziora Genewskiego.

## Charakterystyka
Kolej o rozstawie szyn 1000 mm ma długość 430 metrów, przewyższenie 210 metrów i nachylenie trasy 560‰. Stacja dolna (Territet) znajduje się na wysokości 392 m n.p.m., a górna (Mont-Fleuri) - 577 m n.p.m. Na trasie znajduje się jeden tunel o długości 126 m. Kolej rozpoczęła kursowanie 30 lipca 1910. Wyposażona była w dwa wagony i napęd elektryczny. Kursowanie zawieszono 4 listopada 1992.
Stacja Territet sąsiaduje z dolną stacją kolei Territet - Glion (Funiculaire Territet – Glion).

## Galeria

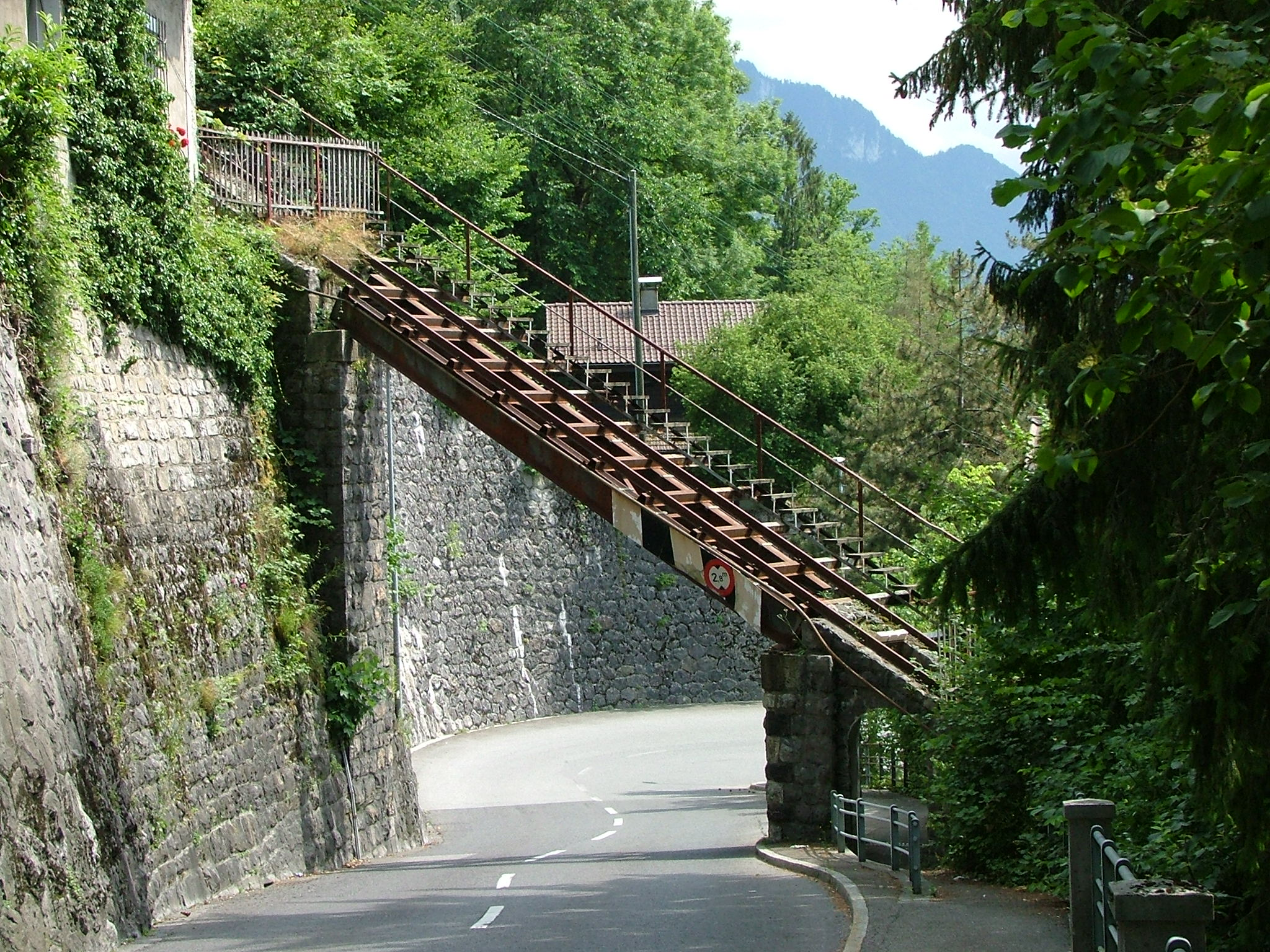
Wiadukt
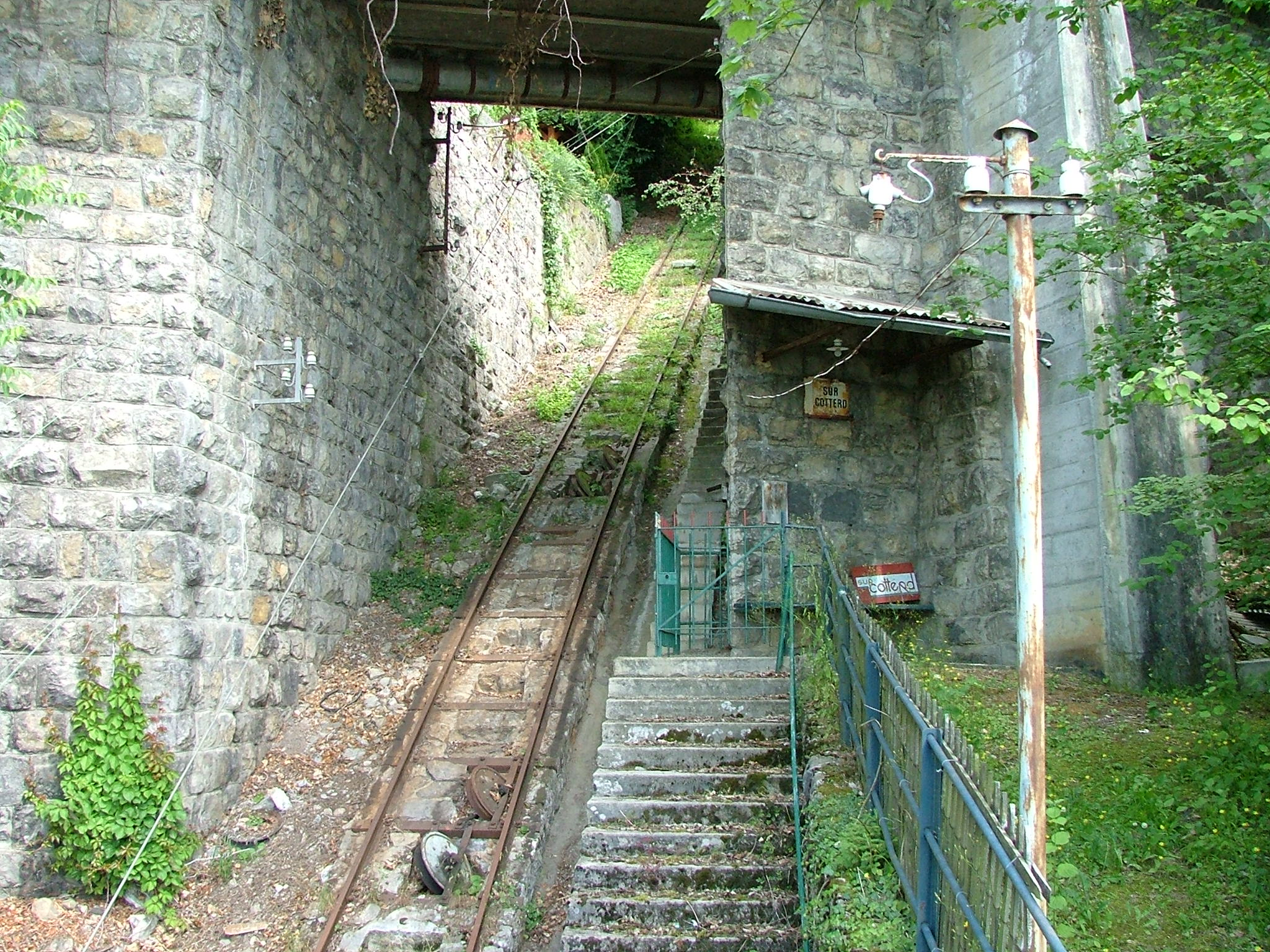
Fragment trasy
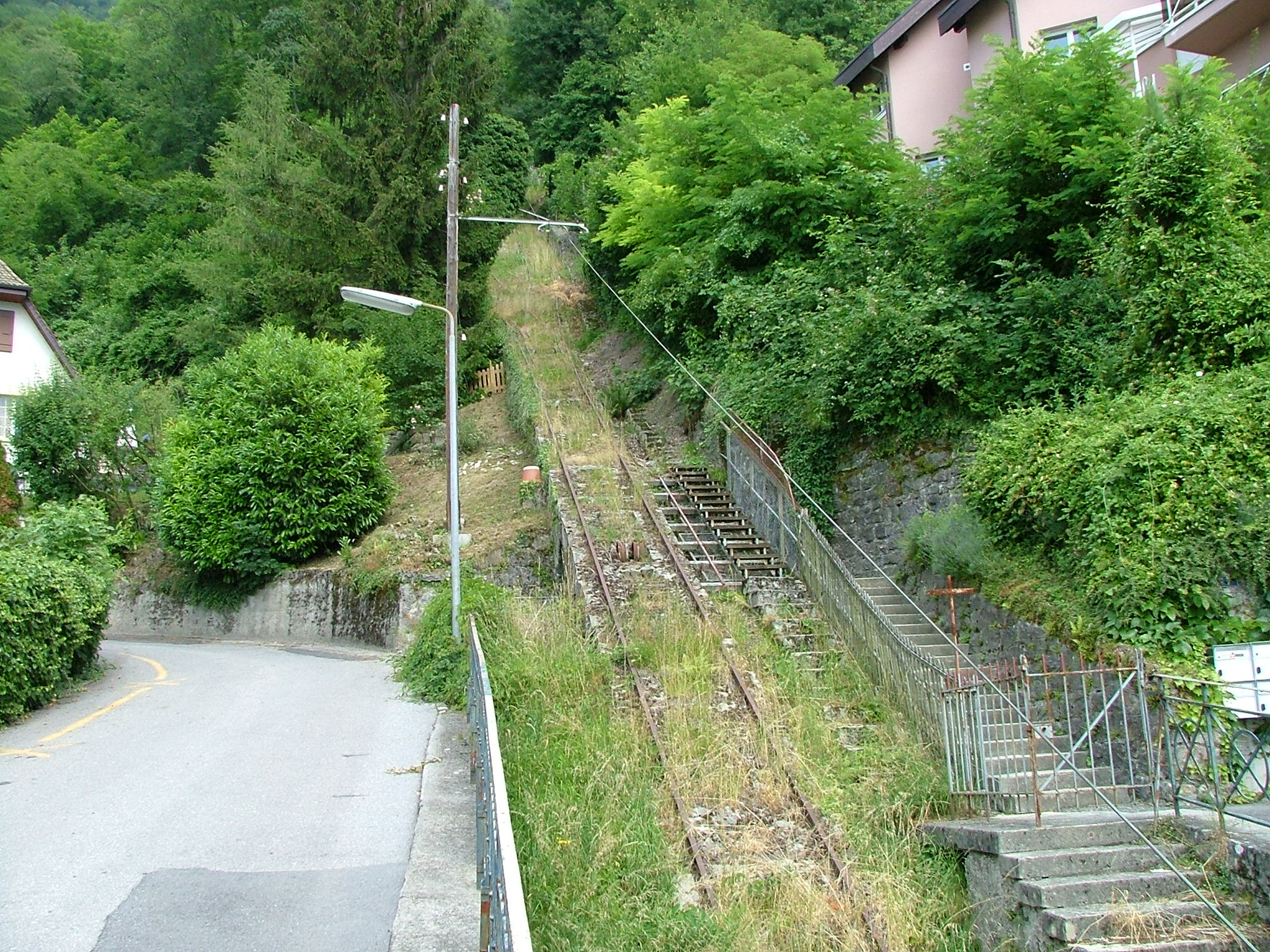
Mijanka